# Aeroporto di Ipoh-Sultano Azlan Shah
L'Aeroporto di Ipoh-Sultano Azlan Shah (IATA: IPH, ICAO: WMKI) (in malese: Lapangan Terbang Antarabangsa Sultan Azlan Shah), definito come domestico dal Department of Civil Aviation Malaysia, è un aeroporto malese situato a circa 200 chilometri a nord di Kuala Lumpur e a circa 6 chilometri a sud della stazione ferroviaria di Ipoh nello Stato federato di Perak. La struttura è dotata di una pista di asfalto lunga 2000 m, l'altitudine è di 31 m, l'orientamento della pista è RWY 04-22. L'aeroporto è aperto al traffico commerciale ed è intitolato al Sultano di Perak Azlan Shah.
L'aeroporto di Ipoh serve la sola destinazione di Singapore Changi a cui è collegata con voli regolari operati dagli ATR 72 di Malaysia Airlines e della sua controllata Firefly.